# Ero salittana
Ero salittana is een spinnensoort in de taxonomische indeling van de Spinneneters (Mimetidae).
Het dier behoort tot het geslacht Ero. De wetenschappelijke naam van de soort werd voor het eerst geldig gepubliceerd in 1995 door Barrion & Litsinger.